# Stary Oskoł
Stary Oskoł (ros. Старый Оскол) – miasto w Centralnym Okręgu Federalnym, w obwodzie biełgorodzkim Rosji, położone nad rzeką Oskoł.
W 2020 roku miasto miało 223 921 mieszkańców.
W mieście rozwinął się przemysł maszynowy, materiałów budowlanych, spożywczy oraz meblarski.

## Miasta partnerskie
- Mänttä, Finlandia
- Salzgitter, Niemcy